# Exército de Libertação Nacional (Macedônia)

O Exército de Libertação Nacional (em albanês:  Ushtria Çlirimtare Kombëtare – UÇK; em macedônio/macedónio:  Ослободителна народна армија – ОНА, Osloboditelna narodna armija – ONA), também conhecido como UÇK macedônio (UÇK-M), é uma organização guerrilheira nacionalista que operou na República da Macedônia entre 1999 e 2001 e esteve estreitamente associada ao Exército de Libertação do Kosovo (UÇK).
Embora alguns de seus membros também fossem filiados ao Exército de Libertação do Kosovo, com o qual inicialmente compartilhou as iniciais e um nome semelhante, além do objetivo estratégico, foram organizações oficialmente separadas.
O UÇK-M liderou um conflito armado contra o exército e a polícia da Macedônia por cerca de seis meses, assumindo o controle de cidades e aldeias no norte do país, onde a minoria albanesa é a mais forte.
As demandas dessa organização incluíram a autonomia dos albaneses da República da Macedônia (que compõem cerca de 25% da população do país), além disso, reivindicavam, por exemplo, que os albaneses fossem reconhecidos como um povo constituinte daquele país, assim como os macedônios.
No final do conflito armado de 2001 o UÇK-M foi desarmado, de acordo com as cláusulas do Acordo de Ohrid que concedia maiores direitos e autonomia às minorias albanesas do país. 